# Cyanodermella
Cyanodermella — рід лишайників родини Stictidaceae. Назва вперше опублікована 1981 року.

## Класифікація
До роду Cyanodermella відносять 5 видів:
- Cyanodermella asteris
- Cyanodermella banksiae
- Cyanodermella candida
- Cyanodermella oleoligni
- Cyanodermella viridula